# Живот и смрт холивудског статисте број 9413
Живот и смрт холивудског статисте број 9413 је холивудски филм. Овај филм спада у филмску експресионистичку сатиру. Филм су заједно створили српски сликар, филмски теоретичар, монтажер и редитељ Славко Воркапић и француски новинар Роберт Флори. Филм је сниман 1927. и 1928. године у Холивуду. Сматра се првим експресионистичким филмом у америчкој кинематографији. Број 9413 из наслова означавају године рођења Славка Воркапића (1894) а број 13 означава број долара колико је имао Славко у џепу кад је стигао у Америку. Филм је премијерно приказан у вили Чарлија Чаплина на Беверли Хилсу.